# ロニー・チェン
ロニー・チェン（Ronny Xin Yi Chieng、1985年11月21日 - ）は、マレーシアのコメディアン、俳優。
ジョホールバル出身。中国系マレーシア人。シンガポールやアメリカ合衆国で育つ。メルボルン大学卒業。
オーストラリアでキャリアをスタートさせ、2015年からアメリカ合衆国の政治風刺ニュース番組『ザ・デイリー・ショー』に出演して人気を博す一方、俳優としても活動している。

## 生い立ち
チェンは1985年11月21日にジョホールバルでマレーシア系華人の家庭の息子として生まれた。シンガポールに住んでいたこともあり、1989年から1994年まではアメリカ合衆国のニューハンプシャー州マンチェスターに住んでいた。
小さな頃にはシンガポールスカウト協会のシースカウトであった。ジョホールバルに住んでいた時、シンガポールのウッドランズにあるフチュン小学校まで通学していた。小学校卒業後、シンガポールのジュロンにある先駆中校とジュロン先駆初級学院に通った。その後はオーストラリアのメルボルン大学に進学し、トリニティ・カレッジで2010年に商学士号及び法学士号を取得した。

## キャリア

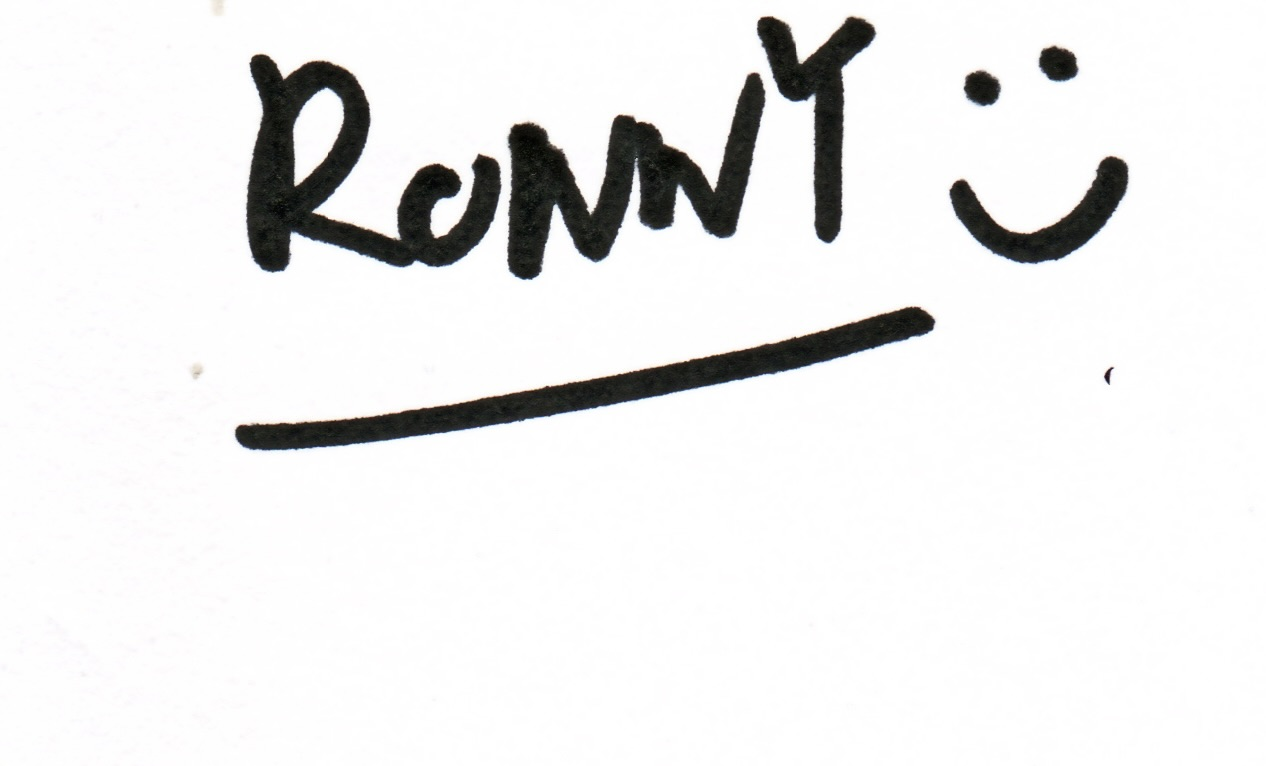
ロニー・チェンのサイン

2013年、チェンはメルボルンのコメディフェスティバルにトレバー・ノアと一緒に出演した。2015年から2022年までノアは『ザ・デイリー・ショー』のホストをつとめており、2015年にチェンはこの番組の特派員のõデイｌションを受けるよう声をかけられた。2016年7月、チェンは『バラエティ』の「見るべきお笑い」10選に入った。3ヶ月後、チェンは『ザ・デイリー・ショー』で、人種差別的だと批判されたFOXニュースのジェシー・ウォーターズの映像に対して罵倒まじりの批判を行った。チェンはウォーターズが住民をバカにした場所であるニューヨークのチャイナタウンで、官話と広東語を使ってずっと丁寧なインタビューを行った。この動画はバイラルビデオとなり、『ワシントン・ポスト』 と『スレイト』でも報じられた。
2017年にチェンは、オーストラリアのマレーシア人留学生としての経験に基づくシットコムRonny Chieng: International Studentの共同脚本と主演をつとめた。この番組はアメリカのコメディ・セントラルとオーストラリアのABC TV用に制作された。2018年には『クレイジー・リッチ!』の銀行家エディ・チェン役で映画デビューした。
2019年にチェンにとって初めてのスタンダップコメディスペシャルである『ロニー・チェンのアメリカをぶっ壊す！』がNetflixでリリースされた。『ザ・デイリー・ショー』でチェンと一緒に仕事をしていたセバスティアン・ディナターレが監督をつとめた。2021年の初めにチェンはNetflixとさらに2回のスタンダップスペシャルと1回の「ドキュコメディ」を作る契約を結んだ。マーベルスタジオズの『シャン・チー/テン・リングスの伝説』にはオリジナルキャラクターのジョン・ジョン役で出演した。2021年7月には、チェンとディナターレがソニーでマーシャルアーツを扱うアクションコメディ映画の脚本を共同執筆する予定があることが明らかにされた。
「ドキュコメディ」の新作であるRonny Chieng Takes Chinatownは、YouTuberのデイヴィッド・ファンが出演し、『シャン・チー』の共演者だったシム・リウやNBAのプロバスケットボール選手であるジェレミー・リンもゲスト出演して2022年にリリースされた。チャンの2作目のNetflixスペシャルである『ロニー・チェンのココだけの話』は2022年4月5日にリリースされた。

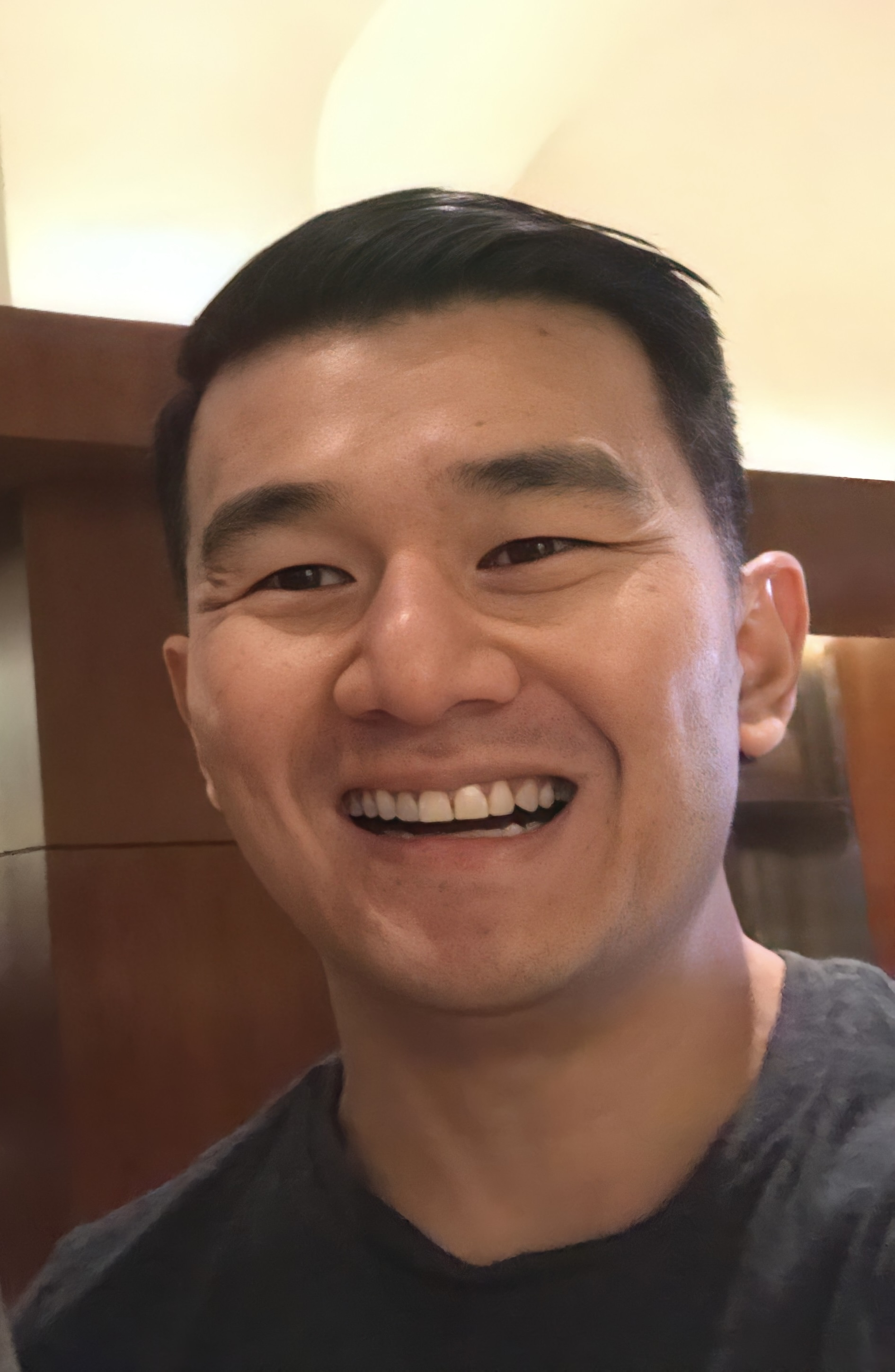
シンガポールにて『クレイジー・リッチ!』撮影中のチェン

2022年10月、チェンはリシ・スナクがイギリスで初めてアジア系の首相になったことについて『ザ・デイリー・ショー』で「みんな初めてアジア系首相が出て興奮してるのはわかるんだけど、はっきりさせとこうよ。インド系はアジア人じゃないだろ？いやもちろんちゃんとした人たちだよ。でもアジア人じゃない」というジョークを言い、インターネット上で多数のユーザ、とくにインド系のユーザから批判を受けた。
2024年7月、チェンが公演のためホノルルに滞在した際、市長のリック・ブランジャルディがチェンのエンタテイメント産業に対する貢献を記念して7月27日をロニー・チェンの日とした。

## 私生活
チェンは2015年にアメリカに引っ越してからずっとニューヨーク在住である。弁護士の女性と結婚している 。チェンはオーストラリアに10年ほど住んでいたが、市民権も永住権も持っていない。
ブラジリアン柔術をたしなんでおり、青帯である。
時計のコレクターで、学生の時にセイコー5を初めて買って以来、収集を続けている。HodinkeeのシリーズであるTalking Watchesでコレクションについて語っており、自らが収集したSeiko Chronograph Ref. 6139-6010の珍しい型（ブルース・リー愛用の時計と同じであろうと考えられているタイプのもの）とヴィンテージのGMT-Master Ref. 16753 "Root Beer"を紹介している。亡き父から受け継いだ1984年のツートンのロレックスも所有しており、『アンティーク・ロードショー』で5000ドルの値がついた。

## 主な出演作品
| 公開年 | 邦題 原題                                                                   | 役名                   | 備考                 |
| ------ | --------------------------------------------------------------------------- | ---------------------- | -------------------- |
| 2018   | クレイジー・リッチ! Crazy Rich Asians                                       | エディ・チェン         |                      |
| 2021   | ウィッシュ・ドラゴン Wish Dragon                                            | 琵琶の神               | アニメ映画、声の出演 |
| 2021   | ブリス -たどり着く世界- Bliss                                               | ケンドー               |                      |
| 2021   | Long Story Short                                                            | Sam                    |                      |
| 2021   | Trust                                                                       | Adam                   |                      |
| 2021   | ゴジラvsコング Godzilla vs. Kong                                            | ジェイ・ウェイン       |                      |
| 2021   | シャン・チー/テン・リングスの伝説 Shang-Chi and the Legend of the Ten Rings | ジョン・ジョン         |                      |
| 2023   | Helvellyn Edge                                                              | AC Sloan               | [ 39 ] [ 40 ]        |
| 2023   | M3GAN ミーガン M3gan                                                        | デヴィッド             |                      |
| 2023   | 非常に残念なオトコ Shortcomings                                             | Mr. Wong               |                      |
| 2023   | Joy Ride                                                                    | Chao                   |                      |
| 2023   | バケーション・フレンズ2 Vacation Friends 2                                  | Yeon                   |                      |
| 2024   | カンフー・パンダ 4 伝説のマスター降臨 Kung Fu Panda 4                       | キャプテン・フィッシュ | 声の出演             |
| 2024   | アンフロステッド: ポップタルトをめぐる物語 Unfrosted                        | チャック               | Netflixオリジナル    |

### テレビ番組
| 年        | タイトル                                                             | 役名                 | 備考                                              |
| --------- | -------------------------------------------------------------------- | -------------------- | ------------------------------------------------- |
| 2012      | Problems                                                             | Mr. Meowgi           | 4話                                               |
| 2013–2014 | Legally Brown                                                        | Various              | 13話                                              |
| 2013–2014 | It's a Date                                                          | Winston              | 2話                                               |
| 2013–2014 | Have You Been Paying Attention?                                      | 自身                 | 3話                                               |
| 2014      | This is Littleton                                                    | Various Characters   | 4話                                               |
| 2015–     | ザ・デイリー・ショー The Daily Show                                  | 自身（特派員）       |                                                   |
| 2016      | Comedy Showroom                                                      | 自身                 | 1話                                               |
| 2016      | The Katering Show                                                    | 自身                 | 1話                                               |
| 2017      | Ronny Chieng: International Student                                  | 自身                 | 7話                                               |
| 2017      | Fancy Boy                                                            | Accountant           | TV series                                         |
| 2018–     | シザー・セブン Scissor Seven                                         | セブン（伍六七）     | テレビアニメ、声の出演、20話                      |
| 2019      | ロニー・チェンのアメリカをぶっ壊す! Asian Comedian Destroys America! | 自身                 | Netflixコメディスペシャル                         |
| 2020      | Aunty Donna's Big Ol' House of Fun                                   | 本人（声の出演）     | Episode: "'Lympics"                               |
| 2021–2022 | Young Rock                                                           | Greg Yao             | 6話                                               |
| 2021–2023 | Doogie Kameāloha, M.D.                                               | Dr. Lee              | 17話                                              |
| 2021      | Ten Year Old Tom                                                     | Pete (voice)         | Episode: "Tom Urinates on Boston/First Responder" |
| 2022      | ロニー・チェンのココだけの話 Speakeasy                               | 自身                 | Netflixコメディスペシャル                         |
| 2023      | History of the World, Part II                                        | クビライ             | 3話                                               |
| 2023      | Mulligan                                                             | Johnny Zhao (voice)  | 3話                                               |
| 2023      | American Born Chinese                                                | Ji Gong              | 4話                                               |
| 2023      | Awkwafina Is Nora from Queens                                        | Arthur               | Episode: "Car Fished"                             |
| 2023      | ザ・デイリー・ショー The Daily Show                                  | 本人（ゲストホスト） | Episode: "Jordan Jonas"                           |
| 2023      | Last Week Tonight with John Oliver                                   | Consultant 2         | Episode: "McKinsey"                               |
| 2024      | Grimsburg                                                            | (voice)              | Episode: "The Flute Show"                         |
| 2024      | ザ・デイリー・ショー The Daily Show                                  | 本人（ゲストホスト） | 7話                                               |
| 2024      | Interior Chinatown                                                   | Fatty Choi           |                                                   |
| 2024      | Gremlins: The Wild Batch                                             | 未定                 | Voice                                             |

## 受賞

### ARIA音楽賞
| Year | Title           | Award                  | 結果 | 注     |
| ---- | --------------- | ---------------------- | ---- | ------ |
| 2014 | The Ron Way     | 最優秀コメディリリース | 候補 | [ 44 ] |
| 2015 | Chieng Reaction | 最優秀コメディリリース | 受賞 | [ 44 ] |